# Trapeliopsis
Trapeliopsis — рід грибів родини Trapeliaceae. Назва вперше опублікована 1980 року.